# Llista de topònims de Sant Pere dels Forcats
Llista de topònims (noms propis de lloc) de Sant Pere dels Forcats (Conflent).
Informació actualitzada per un bot. Els canvis manuals es perdran quan s'actualitzi!

## muntanya
| imatge | Nom          | Ubicat a                           | instància de | Detalls | coordenades                                                                        | Protecció | Commons (més fotos) | Dades a WD                    |
| ------ | ------------ | ---------------------------------- | ------------ | ------- | ---------------------------------------------------------------------------------- | --------- | ------------------- | ----------------------------- |
|        | Cambra d'Ase | Eina Planès Sant Pere dels Forcats | muntanya     |         | 42° 27′ 03″ N, 2° 07′ 53″ E / 42.450876°N,2.13126125°E 2750 msnm                   |           | Cambre d'Aze        | Modifica les dades a Wikidata |
|        | Mata Clara   | Planès Sant Pere dels Forcats      | muntanya     |         | 42° 29′ 51″ N, 2° 07′ 59″ E / 42.497613888888885°N,2.133080555555555°E 1520.9 msnm |           |                     | Modifica les dades a Wikidata |

## Misc
| imatge | Nom                                       | Ubicat a                                                                                         | instància de                            | Detalls                                                   | coordenades                                                                                            | Protecció | Commons (més fotos)                              | Dades a WD                    |
| ------ | ----------------------------------------- | ------------------------------------------------------------------------------------------------ | --------------------------------------- | --------------------------------------------------------- | --- | --------- | ------------------------------------------------ | ----------------------------- |
|        | Bosc Comunal de Sant Pere dels Forcats    | Sant Pere dels Forcats                                                                           | bosc comunal                            | Superfície: 7.99km²                                       | 42° 28′ 40″ N, 2° 06′ 07″ E / 42.477777777778°N,2.1019444444444°E                                      |           |                                                  | Modifica les dades a Wikidata |
|        | Estació d'esquí de Cambra d'Ase           | Eina Sant Pere dels Forcats                                                                      | estació d'esquí                         |                                                           | 42° 28′ 27″ N, 2° 07′ 16″ E / 42.4742°N,2.12111°E 1640 2400 msnm                                       |           |                                                  | Modifica les dades a Wikidata |
|        | Puig de Fontseca                          | Planès Sant Pere dels Forcats                                                                    | cim muntanya                            |                                                           | 42° 28′ 15″ N, 2° 08′ 14″ E / 42.47083071°N,2.13716269°E 2323 msnm                                     |           |                                                  | Modifica les dades a Wikidata |
|        | Puigmal-Carançà                           | Er Eina Fontpedrosa Llo Nyer Oceja Planès Sant Pere dels Forcats Toès i Entrevalls Vallcebollera | Zona d'especial protecció per a les aus | 2006-03-07 Superfície: 10260ha Anomenat per: Carançà      | |           |                                                  | Modifica les dades a Wikidata |
|        | Riufred                                   | Sant Pere dels Forcats                                                                           | assentament humà                        |                                                           | 42° 29′ 14″ N, 2° 07′ 09″ E / 42.487344444444°N,2.11905°E 1616.7 msnm                                  |           |                                                  | Modifica les dades a Wikidata |
|        | Sant Pere dels Forcats                    | Sant Pere dels Forcats                                                                           | església                                |                                                           | 42° 29′ 41″ N, 2° 07′ 06″ E / 42.49461°N,2.11843°E 1563.3 msnm                                         |           | Église Saint-Pierre de Saint-Pierre-dels-Forcats | Modifica les dades a Wikidata |
|        | Tet                                       | Pirineus Orientals                                                                               | riu                                     | Desemboca: mar Mediterrània Llarg: 115.8km Conca: 1369km² | 42° 42′ 48″ N, 3° 02′ 23″ E / 42.713333333333°N,3.0397222222222°E                                      |           | Têt                                              | Modifica les dades a Wikidata |
|        | casa de la vila de Sant Pere dels Forcats | Sant Pere dels Forcats                                                                           | instal·lació Ús: seu del govern local   |                                                           | 42° 29′ 41″ N, 2° 07′ 10″ E / 42.4947520781062°N,2.11940959465098°E fr:66210 SAINT-PIERRE-DELS-FORCATS |           | Town hall of Saint-Pierre-dels-Forcats           | Modifica les dades a Wikidata |
|        | cementiri de Sant Pere dels Forcats       | Sant Pere dels Forcats                                                                           | cementiri                               |                                                           | 42° 29′ 45″ N, 2° 07′ 11″ E / 42.4958°N,2.1196°E                                                       |           |                                                  | Modifica les dades a Wikidata |